# Ectecephala sulcata
Ectecephala sulcata är en tvåvingeart som beskrevs av Curtis W. Sabrosky 1941. Ectecephala sulcata ingår i släktet Ectecephala och familjen fritflugor. Inga underarter finns listade i Catalogue of Life.